# O C'mon All Ye Faithful
«O C'mon All Ye Faithful» (titulado «Los Simpson Santa Homero» en Hispanoamérica y «Los Simpson: (Ho Ho Ho) Santa Homer» en España) titulado en pantalla como «A Derren Brown Christmas», son los episodios décimo y undécimo de la trigésimo sexta temporada de la serie de televisión de animación estadounidense Los Simpson, y los episodios 778 y 779 en total. Los episodios fueron los primeros en estrenarse exclusivamente en el servicio de streaming Disney+ y se estrenaron el 17 de diciembre de 2024. Los episodios fueron escritos por Carolyn Omine y dirigidos por Debbie Bruce Mahan y Matthew Faughnan.
En este episodio, Derren Brown hipnotiza accidentalmente a Homer haciéndole creer que es Papá Noel mientras Ned cuestiona su fe en Dios. El ilusionista Derren Brown, la música Patti LaBelle y el grupo a capela Pentatonix aparecen como ellos mismos. El episodio recibió críticas positivas.

## Trama
Derren Brown llega a Springfield para rodar un especial de Navidad en el que, en secreto, intenta elevar el espíritu navideño de los desilusionados habitantes del pueblo. Marge permite que Brown hipnotice a Homer para que se convierta en un mejor comprador de regalos. Atrapa a Homer mientras compra magdalenas en una máquina expendedora. Brown le pone el paquete de magdalenas en la frente, pero Homer queda hipnotizado y cree que él es el Papá Noel que aparece en el paquete. El pueblo se une a él y Ralph se convierte en su elfo. En una reunión del pueblo, Brown revela su verdadero propósito y cura a Homer. Cuando el pueblo le dice que les cure, él dice que no estaban hipnotizados, sino que mostraban un comportamiento de culto al creer en un ser mágico. Al oír esto, Flanders se cuestiona su creencia en Dios.
Flanders le dice a Marge que se ha estado preguntando por qué Dios le quitaría dos esposas. Marge le dice que siga teniendo fe. Al día siguiente, Flanders guarda sus objetos religiosos en casa. Marge se preocupa mientras Bart le dice a Lisa que no siente el espíritu navideño. Lisa le dice que, a medida que crece, se trata más de dar que de recibir. Marge le pide a Brown que hipnotice a Ned para que crea en Dios, pero él se niega. Más tarde, Bart intenta asustar a Ned para que crea en Dios. Marge lo desenmascara pero se conmueve por sus intenciones. Mientras tanto, Homer se siente deprimido ahora que no es Papá Noel, así que hace regalos con Ralph para repartir entre la gente del pueblo.
Homer es sorprendido irrumpiendo en casa de Rainier Wolfcastle para entregar su regalo y es enviado a la cárcel. Ralph le saca de la cárcel y Homer decide que sólo hará regalos a su familia. Mientras tanto, Marge va a ver cómo está Ned, y Lisa le cuenta una historia sobre un yugo de buey que flota en el océano y una tortuga marina que milagrosamente sale a la superficie para respirar en medio del yugo. Ned pasea por el pueblo y el profesor Frink le invita a dar un paseo en su submarino. Bajo el océano, Ned se conmueve ante las criaturas que ve. Cuando el submarino no puede soportar la presión del agua, explota. Ned sale a la superficie en medio de una yunta de bueyes flotante, lo que le devuelve la fe en Dios. Se reúne con sus hijos y los Simpson en el muelle. Después de que Ned se marche, Brown revela que el encuentro con el submarino fue una estratagema suya para ayudar a Ned, sin embargo el yugo de bueyes no formaba parte de ella. Los Simpson vuelven a casa, donde Homer le regala a Marge un libro de «Sexy Sudokus».

## Producción

### Desarrollo
En agosto de 2024, se anunció que cuatro episodios originales de la serie se estrenarían en exclusiva en Disney+. Estos dos episodios se estrenaron coincidiendo con el 35 aniversario del estreno de la serie. El productor ejecutivo Matt Selman los describió como un episodio de doble duración sin un cliffhanger que separara las dos partes, a diferencia de episodios anteriores de dos partes. La guionista Carolyn Omine dijo que el estreno en Disney+ permitió que el episodio «respirara» sin las limitaciones de tiempo de la televisión abierta, sin sacrificar el presupuesto del episodio. También permitió a los productores no crear momentos culminantes en los que el episodio se detuviera para las pausas publicitarias.
Los productores decidieron crear un episodio navideño para su primer episodio Disney+ porque Fox prefería no tener episodios festivos, aparte de los de Halloween, porque no eran populares en las reposiciones. Omine explicó que el episodio se inspiró en «el difícil año que vivió personalmente» y en el deseo de encontrar «magia en el mundo». Omine había planeado en un principio no escribir un episodio debido a esas dificultades, pero debido a los conflictos laborales en Hollywood en 2023, que provocaron retrasos en el calendario de producción, propuso una historia que fuera «algo edificante y que alimentara el alma». La idea de que Flanders se plantee la existencia de Dios se basa en la experiencia de Omine cuando consideró por primera vez que Dios podía no existir. Para devolverle la fe a Flanders, Omine intentó escribir una historia en la que el reverendo Lovejoy hablara con él, pero no estaba segura de que perteneciera a la historia. Su solución se basó en la historia que escuchó en la radio de una mujer que se conmovió al ver las formas de vida en el océano. Originalmente, Brown también era responsable del yugo por el que Flanders sale a la superficie, pero tras escuchar la reacción a la historia de un amigo, Omine lo cambió para que «hubiera algo de magia».
Cuando se decidió lanzar el episodio en el 35 aniversario del estreno de la serie, se añadieron varias referencias al primer episodio. El árbol de Navidad de la casa de los Simpson sólo tiene una pajarera como adorno, y el episodio termina con un fotograma congelado de una postal navideña. También se incluyeron varias referencias de episodios navideños anteriores, como Funzo y el astrolabio.

### Reparto
El ilusionista Derren Brown hizo de sí mismo. Describió el papel como «lo mejor que me ha pasado en la vida hasta ahora». Omine dijo que era «uno de los papeles de estrella invitada más grandes que hemos tenido» en términos de líneas habladas y tiempo en pantalla. Durante su difícil 2023, Omine veía vídeos de Brown en YouTube y pensaba que sus programas eran «muy entretenidos y desenfadados, pero siempre había algo más profundo, debajo». Omine escribió el episodio con Brown ya incluido antes de enviarle el guion para pedirle su participación. Tras aceptar, Omine grabó su parte en Londres.
La música Patti LaBelle canta una versión de «Noche de paz» con letra de parodia no confesional. Omine quería a alguien que cantara de forma parecida al álbum navideño de Mahalia Jackson que escuchaba de niña. Se escucha al grupo a capela Pentatonix cantando una versión de «God Rest Ye Merry, Gentlemen», también con letra de parodia. El grupo también cantó las palabras «Los Simpson» en el título inicial del episodio, que ellos mismos pidieron.
Este fue el último episodio por orden de producción para la actriz Pamela Hayden, que puso voz a Milhouse y Rod en el episodio. Hayden seguiría actuando en dos episodios más de Disney+ como parte de esta temporada.<

### Promoción
El tráiler del episodio se publicó el 11 de diciembre de 2024.

## Lanzamiento
El estreno mundial del episodio tuvo lugar en El Capitan Theatre de Los Ángeles el 13 de diciembre de 2024. El episodio se estrenó en el servicio de streaming Disney+ el 17 de diciembre de 2024.

## Recepción
«O C'mon All Ye Faithful» recibió reseñas generalmente favorables de los críticos. Rafael Motamayor de IGN dio al episodio un 8 sobre 10. Lo calificó como «la mejor historia de Ned Flanders en décadas» y dijo que «las historias conectadas de Homer y Ned encontrando sentido a las fiestas y a la vida que hacen de este un especial de Navidad conmovedor». John Schwarz de Bubbleblabber calificó el episodio con un 9 sobre 10. Dijo que el episodio demostró que la guionista Carolyn Omine era al menos una de las diez mejores guionistas de la historia de la serie y que las partes de los dos directores funcionaron bien juntas. Destacó la actuación de Derren Brown, y opinó que la historia «estaba bien desarrollada y seguía siendo respetuosa». También señaló que los episodios de dos partes de Los Simpson solían centrarse en la religión y en Flandes.
Joel Keller de Decider alabó la historia calificándola de «emotiva incluso para aquellos que no son tan temerosos de Dios como los Flanders», concluyó que es «Aunque no es el episodio más hilarante de Los Simpson que hemos visto, tiene una gran historia con un personaje principal en el que no solemos profundizar tanto». Ben Gibbons de Screen Rant dio al episodio un 9 de 10. Dijo que era un «episodio maravilloso lleno de todo el humor que hace grande a la serie». Dijo que era un «episodio maravilloso lleno de todo el humor que hace que la serie sea genial» y le gustó el uso de Derren Brown. A Mike Celestino de Laughing Place le gustó el mensaje sobre la fe y su significado en Navidad. Destacó la actuación de Harry Shearer como Flanders.